# Коси-Бей
Коси-Бей — группа водоёмов, состоящая из четырёх сообщающихся озёр в Мапуталенде на территории Квазулу-Наталь, Южная Африка.
Озёра являются частью парка водно-болотного района Исимангалисо, находящегося под эгидой Всемирного наследия ЮНЕСКО. Ближайший город Мангузи расположен на расстоянии в 13 км.
Коси-Бей находится в 2 км от границы Мозамбика. Всего за час или около того можно дойти от устья до Понта-ду-Оуро. Это один из самых тихих пляжей в Южной Африке. Устье реки Коси известно как «аквариум» из-за прозрачности воды и обилия видов рыб.
В районе озёр обитают следующие виды птиц: пальмовый гриф, полосатая рыбная сова, японская выпь Gorsachius leuconotus, и зимородки. Животный мир представлен дукерами, гиппопотамами и крокодилами, так же, как и логгерхедами, и, находящимися под угрозой исчезновения, кожистыми черепахами, откладывающими яйца на пляже. Залив известен популяцией тупорылых акул, называемых англ. aggressive Zambezi. Китовая акула и манта также посещают эти территории. Китовый туризм, направленный в основном на горбатых китов и дельфинов — растущая индустрия в этом регионе.
У произрастающей здесь австралийской рафии самые большие листья в мире. Эндемичные виды включают энцефаляртос развёрнутый и акростихум золотистый. Это одно из весьма немногочисленных мест на Земле, где пять разных видов мангровых деревьев обнаружены произрастающими в одной области. Коси-Бей особенно знаменит традиционными рыболовными садками из прутьев, построенными для того, чтобы ловить рыбу, движущуюся в и из устья с течением. Представители народности тсонга, которые выбрали эту землю своим домом более 1000 лет назад, являются мастерами в изготовлении подобных ловушек и садков.